# Суровцева, Елена Михайловна
Елена Михайловна Суровцева (20 марта 1952 — 19 марта 2025, Москва) — советский и российский скульптор. Член Союза художников СССР (с 1983 года). Член-корреспондент РАХ (2019). Лауреат Государственной премии Российской Федерации (1996). Заслуженный художник Российской Федерации (2002).

## Биография
Родилась 1 мая 1952 года в посёлке им. С. М. Кирова Талды-Курганской области Казахской ССР.
С 1965 по 1970 год обучалась в Московском высшем художественно-промышленном училище. С 1970 года занимается творческой деятельностью по созданию скульптурных художественных произведений. Является автором таких скульптурных произведений как «Памятник скошенным травам» (1996), Поэтесса (2001), «Фавн» (2014), Портрет молодого человека (2015), «Жертвоприношение» и «Зависть велосипедным шинам» (2016), «Столяры» (2017), «Лежащая» и «Прощание» (2018), «Стоящая большая» (2019). Была участницей более двухсот художественных выставок в городах России и в мире, в том числе в таких странах как Венгрия, Голландия, Германия и Бельгия. Была участником своих персональных выставок с 1997 года, в том числе в галерее Анны Павловой в Нидерландах, в 2001 году выставки «Русское поле» проходившей во Дворце Наций в Женеве, в 2012 и в 2019 годах выставки «Реальность иллюзий» и «Невыразимое» проходившей в Галерее искусств Зураба Церетели.
Художественные произведения Е. М. Суровцевой находятся в Государственной Третьяковской галерее, Государственном Русском музее, Музее современного искусства, музеях и картинных галереях таких городов как Москва, Тверь, Новосибирск, Вологда, Ярославль, Казань, Йошкар-Ола, Улан-Удэ, а так же в музеях и частных коллекциях Нью-Йорка, Женевы, Ньиредьхаза, Праги, Брюсселя, Мюнхена, Парижа, Берлина, Будапешта и Буэнос-Айреса.
Член Союза художников СССР с 1983 года. В 2019 году избрана членом-корреспондентом РАХ.
В 2002 году указом президента России «За заслуги в области искусства» Елена Суровцева была удостоена почётного звания Заслуженный художник Российской Федерации.
Скончалась 19 марта 2025 года.

## Награды
- Заслуженный художник Российской Федерации (2002)[3]
- Государственная премия Российской Федерации в области литературы и искусства за 1996 год[1][2]